# Andel (Côtes-d’Armor)
Andel település Franciaországban, Côtes-d’Armor megyében. Lakosainak száma 1170 fő (2022. január 1.). Andel Coëtmieux és Lamballe-Armor községekkel határos.

## Népesség
A település népességének változása:
| Lakosok száma | 517  | 717  | 727  | 992  | 1114 | 1103 | 1124 | 1144 | 1148 | 1170 |
|               | 1968 | 1982 | 1990 | 2006 | 2013 | 2015 | 2017 | 2019 | 2020 | 2022 |